# (3564) Talthybius
(3564) Talthybius – planetoida z grupy trojańczyków z obozu greckiego okrążająca Słońce w ciągu 11 lat i 350, w średniej odległości 5,23 j.a. Została odkryta 15 października 1985 roku w Lowell Observatory (Anderson Mesa Station) przez Edwarda Bowella. Nazwa planetoidy pochodzi od Taltybiosa, jednego z uczestników wojny trojańskiej. Przed nadaniem nazwy planetoida nosiła oznaczenie tymczasowe (3564) 1985 TC1.